# Soutěska

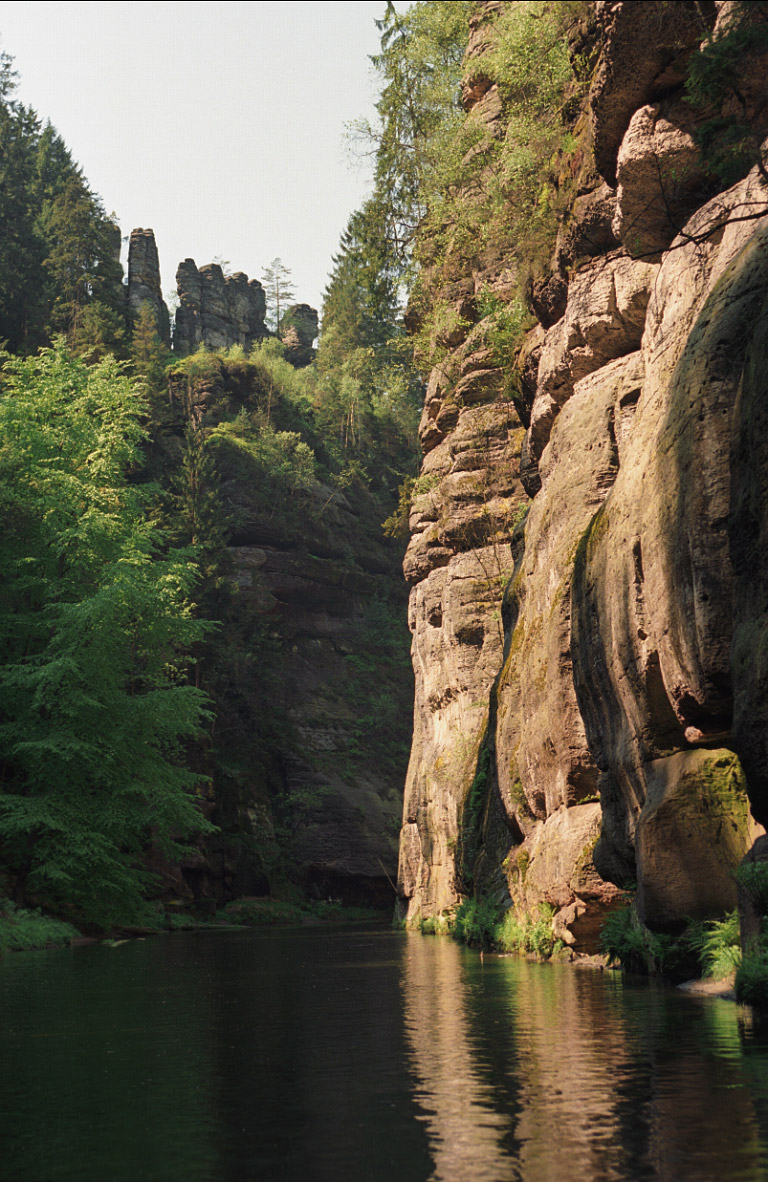
Tichá (Edmundova, Dolní) soutěska na Kamenici

Soutěska je geomorfologický tvar obvykle vytvořený erozí nebo tektonickou činností. Do češtiny tento termín zavedl Pavel Josef Šafařík a nahradil tak starší Jungmannův termín těsnina. Příbuzným pojmem soutěsky je kaňon. Srázné úzké údolí se nazývá rokle, roklina či strž.

## Typologie
Vymezení pojmů soutěska a kaňon z geomorfologického hlediska není jednotné a liší se podle jednotlivých autorů, jazyků a zemí.
Demek (1983), vymezuje pojem soutěska na základě vztahu mezi lineární erozí vodního toku (hloubkové erozi) a vývojem svahů (boční erozi) jako říční údolí, u něhož výrazně převažuje hloubková eroze nad boční. Velmi hluboké soutěsky pak nazývá kaňony.
Jiní geologové, jako Vitásek (1958) a Klimaszewski (1978) definují kaňon jako říční údolí specifického tvaru příčného profilu, odlišného od soutěsky, případně erozního zářezu (Klimaszewski).

## Vznik
Soutěsky nejčastěji vznikají hloubkovou erozí prouděním vody, případně pohybem ledovce, která do zemského reliéfu vymývá rýhy ve tvaru písmene V, případně U. Tyto rýhy vznikají i několik tisíc let a samozřejmě tento čas závisí i na typu podloží (např. pískovec). V druhém případě tektonická činnost vytváří rýhu zdvihem okolního zemského reliéfu.

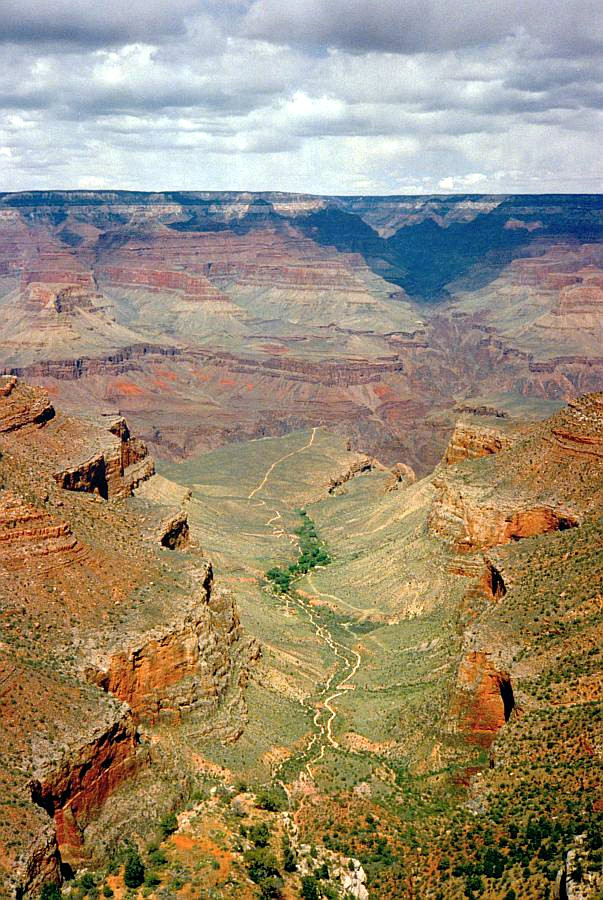
Pohled dolů z Bright Angel trail na Grand Canyon.

## Kaňon
Nejznámějším kaňonem světa je Grand Canyon v USA.
Jako kaňon bývají v místní terminologii označována též údolí, která z geologického hlediska kaňonem nejsou, jako například Bryce Canyon v Utahu. Mnohá údolí, která z geologického hlediska kaňonem jsou, naopak v místních názvech jako kaňon označována nejsou.
Kaňony se vyskytují také v krasových oblastech, kde je jejich vznik spojen s chemickými vlastnostmi vody a krasověním. Kaňon je také důležitý pro paleontology, jelikož jim dává možnost nahlédnout do historie planety a zkoumat fosílie v chronologickém pořadí.

## Turismus
Soutěsky jsou atraktivními turistickými cíli. Zvláště v suchých oblastech s převážně nízkým stavem vody se však mohou stát nebezpečnými v období přívalových dešťů, kdy se koryto náhle zaplaví a příkré stěny poskytují špatnou únikovou cestu. Opakovaně tak dochází k utonutí.

## Nejznámější soutěsky
- Soutěsky Kamenice (Česko)
- Grand Canyon (Arizona, USA)
- Tři soutěsky (Čínská lidová republika)
- Samaria (Kréta, Řecko)
- Darialská soutěska (Kavkaz, Gruzie)

## Další fotografie

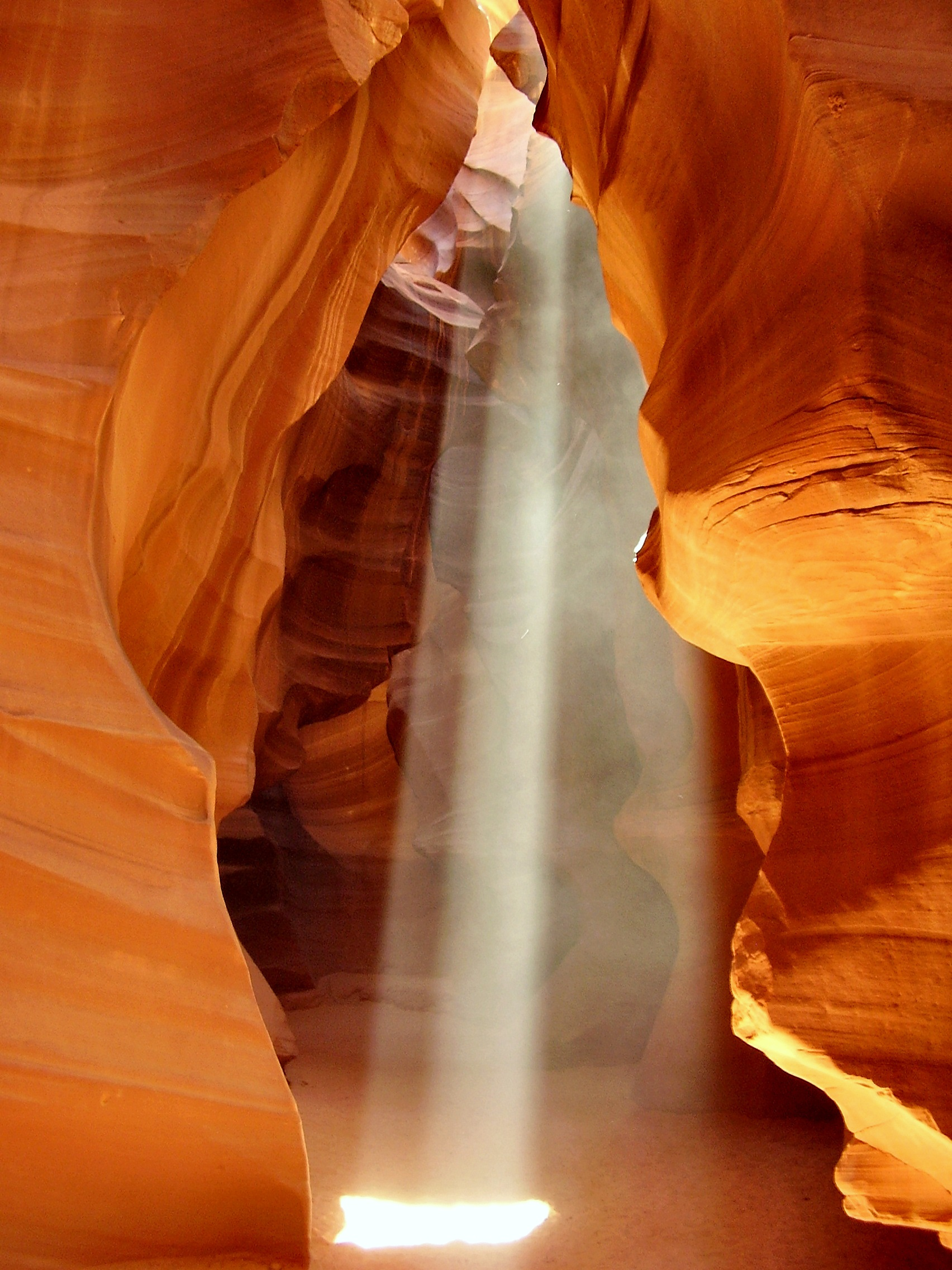
Krasový Antilopí kaňon v Arizoně
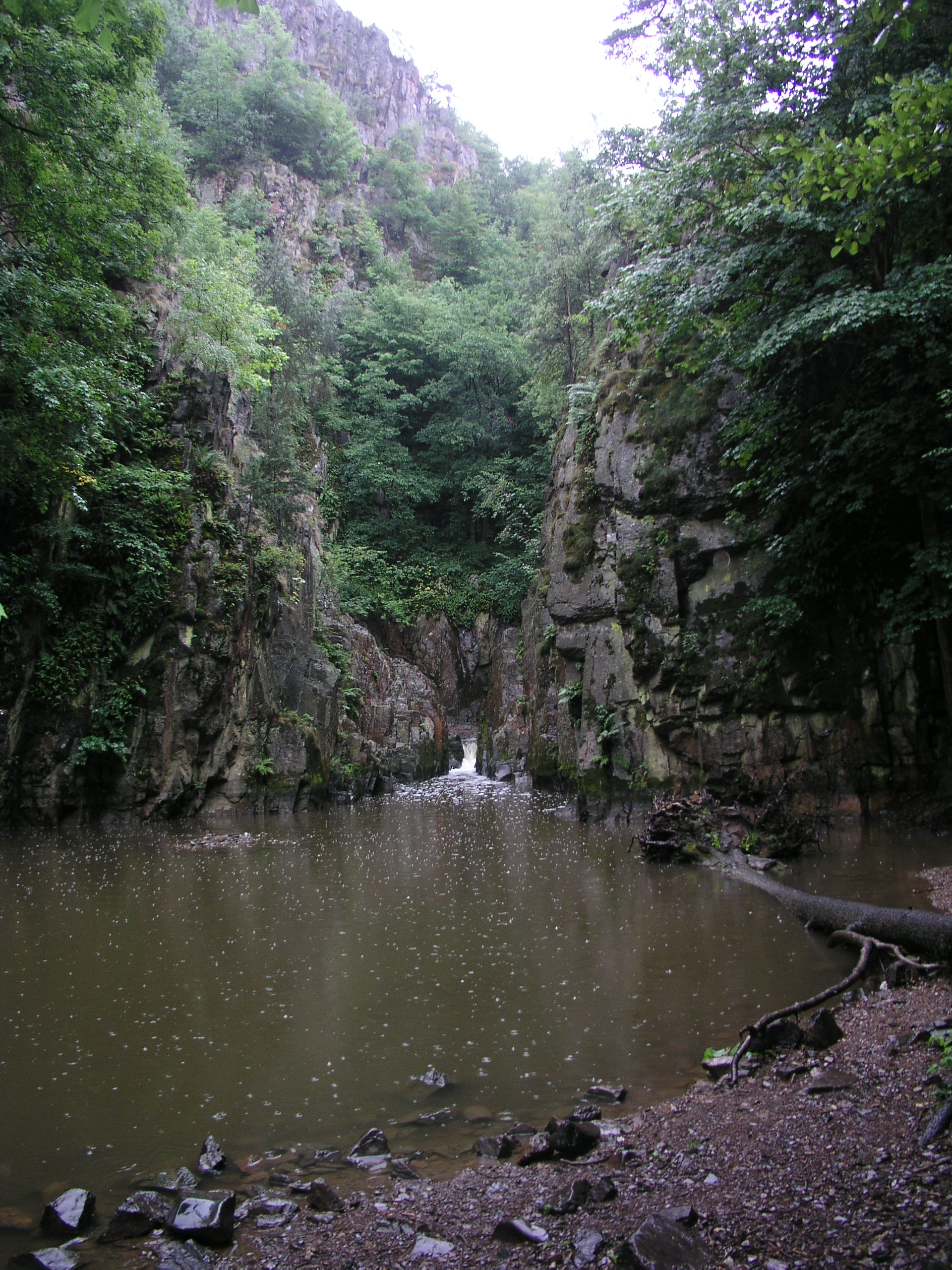
Kaňon v Skryjských jezírkách u Berounky
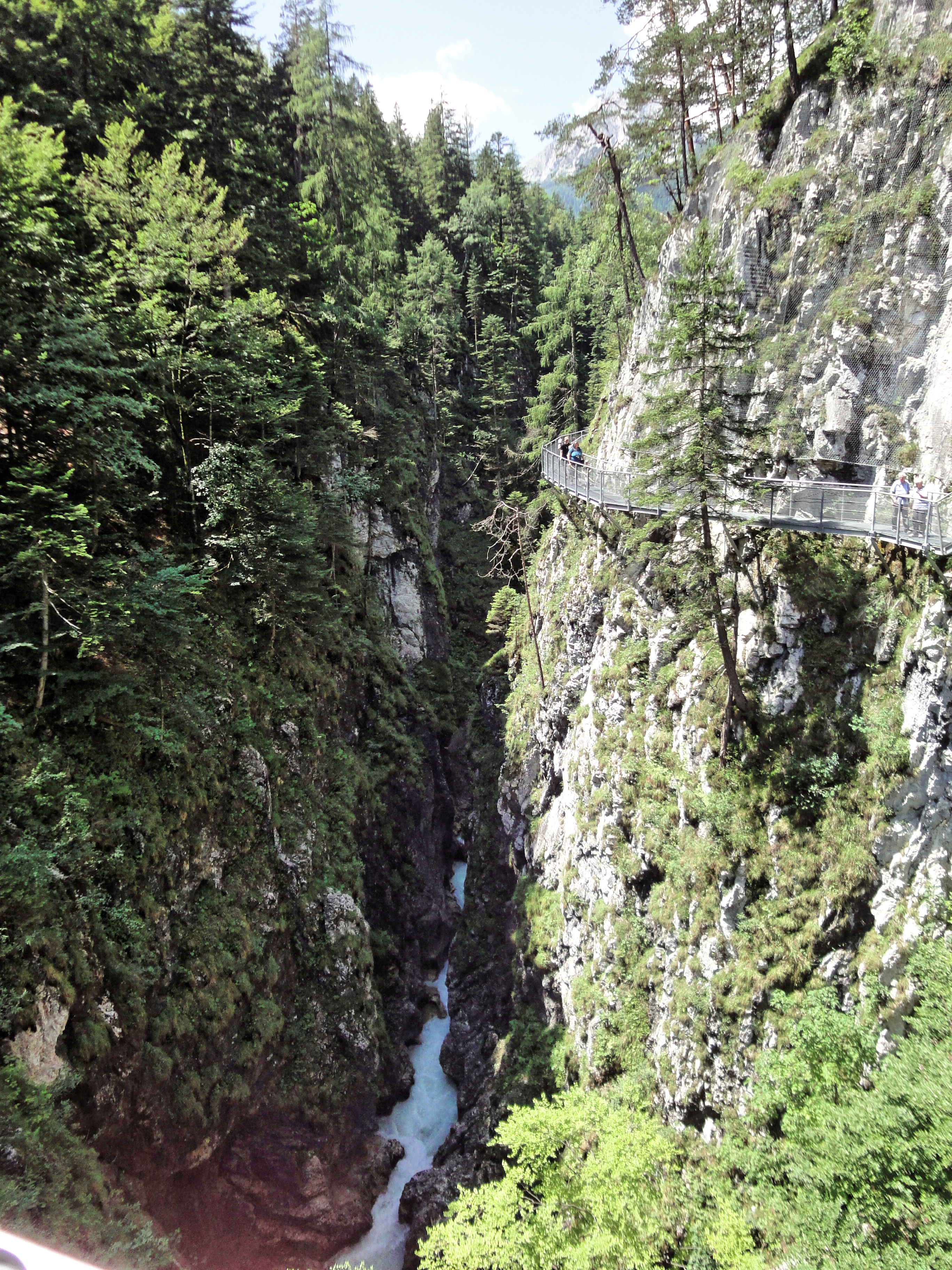
Leutaschklamm v Rakousku